# 武田あかり
武田 あかり（たけだ　あかり、1977年4月16日 - ）は日本のタレント、リポーター。香川県高松市出身。名城大学薬学部卒業。オフィスワタナベ所属。NHKの教育番組へ出演する一方、競輪関係の番組出演が多い等幅広いジャンルで活躍している。
永遠の20歳。

## 人物
薬剤師免許、AFT色彩コーディネーター2級所持。このほかの特技として、讃岐うどんづくり、服のコーディネートがある。
NHK高校講座ではバンジージャンプへの挑戦など体当たり的なリポートをすることで知られる。
競輪選手インタビューを多くこなし、他のインタビュアーとは異なり選手の魅力を引き出すインタビューが有名。
また、姫の衣装をまとい、「あかり姫」として全く別のキャラクターとなり、競輪場イベントや中継に登場する（2019年1月時点では、高知競輪場で勝利者インタビュアーとして登場）。しかし、本人は別人であるという。

## 出演

### テレビ
- 卵の館（2000年、フジテレビ）
- まちへとびだそう（小学3年生向け）（2001年 - 2005年、NHK教育）リポーター・あかり役
- HAMA大国（2001年 - 2004年、テレビ神奈川）リポーター
- SPORTS LIVE（2001年、MXテレビ）リポーター
- 横浜情報パラダイス（2003年 - 2004年、テレビ神奈川）横浜スタイリスト・リポーター
- みんなのテレビ（2004年、YCV）MC
- NHK高校講座（理科総合A）（2006年4月 - 2010年3月、NHK教育）リポーター
- バッハプラザ（2007年 - 2009年、テレ玉）競輪リポーター
- あててけっ!（2007年、テレ玉・スカパー!エンタ!371）MC
- ももチャリでGo!（2008年 - 2009年、テレ玉）ももあかり姫 役（主演）

### ラジオ
- ケイリンフラッシュ（2001年、ラジオNIKKEI）アシスタント
- 新世代・総理宣言（2001年、ラジオNIKKEI）アシスタント
- 下川裕治のぷらぷらアジア・太平洋（2004年、ラジオNIKKEI）MC

### インターネット放送
- 大宮競輪場・西武園競輪場オフィシャルホームページ「武田あかりの選手密着5分間!」（2007年 - ）
- 大宮競輪場・西武園競輪場オフィシャルホームページ「武田あかりの笑ってもらっていいかしら?」（2007年 - ）
- 日本ちゃり党（2009年 - ）
- 高知ミッドナイト競輪（2015年7月 -[2] 、ニコニコ生放送）MC

## DVD
- 「武田あかりの笑ってもらっていいかしら？-壱-」（2008年）